# Lotta Berg
Charlotte Cecilia "Lotta" Berg, född Ekstrand 7 april 1968 i Hägersten, är en svensk professor i husdjurens miljö och hälsa vid Sveriges lantbruksuniversitet SLU och verksam vid dess campus i Skara.
Hon avlade veterinärexamen vid SLU 1992 och blev veterinärmedicine doktor 1998 och antogs till docent i husdjurshygien 2003. Hon var därefter universitetslektor i djurskydd vid SLU och utnämndes till professor 2015. Hon är avdelningschef för SLU:s avdelning för miljö, omsorg och djurhälsa vid Institutionen för husdjurens miljö och hälsa i Skara.
Hennes forskning rör främst djurskydd och smittskydd och effekten av lagstiftning rörande lantbrukets djur samt även odlad fisk.
Som aktiv fågelskådare är hon sedan 2018 ordförande i Sveriges ornitologiska förening - BirdLife Sverige.